# Сошки партизански одред
Сошки народноослободилачки партизански (НОП) одред је био партизанска јединица у саставу Народноослободилачке војске и партизанских одреда Југославије током Другог светског рата у Словенији.
Сошки партизански одред формиран је 27. августа 1942. од људства 3. батаљона Кочевског НОПО, на Отробовцу у Нотрањском, тада под називом Лошки НОП одред. Почетком септембра Одред је имао 2 батаљона са око 120 бораца. Одред је извршио неколико успелих напада на Белу гарду и мање италијанске посаде у Нотрањском: у неколико села у Лошкој долини ноћу 3/4. септембра, код Бабине Полице 10. септембра, у Козаришчу 16. септембра. По наређењу Главног штаба Словеније око 70 бораца Лошког НОПО пребацило се 20. октобра у рејону Ивањег Села (код Ракека) преко бивше југословенско—италијанске границе и 24. октобра стигло у Випавску долину. После доласка у Словенско приморје Лошки НОПО је преименован у Сошки НОП одред. На Нотрањском је остало око 70 бораца који су формирали Лошку чету, а делом били додељени партизанској болници на том подручју. Крајем октобра 1942. партизанске јединице у Словенском приморју ушле су у Сошки НОПО који је тада организован у три батаљона: 1. Симон Грегорчич, 2. толмински и 3. крашки, укупно око 300 бораца. Први, и у то време једини партизански одред у Словенском приморју, био је од ванредног војног и политичког значаја за даљи развој ослободилачког покрета у тој покрајини, која је више од 20 година била под фашистичком доминацијом. Уз политичко деловање Покрајинског одбора Освободилне фронте и теренских организација ОФ широм Словенског приморја, Одред је постао снажан центар окупљања нових бораца. Први батаљон дејствовао је на подручју Трновског гозда, Випавске долине, Наноса и Хрушице, други батаљон у средњем и горњем Росочју, на Бањшкој планоти и Церкљанском, а трећи батаљон на Красу. До краја 1942. јединице Одреда вршиле су акције на мање италијанске посаде и мобилисале нове борце, тако да је 19. јула 1942. формиран 4. батаљон (бришки), који је дејствовао западно од Соче, у Брдима и Резији. После неколико успешних акција (у селу Закрижу код Церкна 26. јануара 1943, код селу Војског 3. фебруара, селу Порезна 6. фебруара) Одред је нарастао на 5 батаљона, а 13. фебруара 1943. реорганизован у два нова: Јужноприморски и Северноприморски НОП одред.